# Arturo Cancela
Arturo Cancela (Buenos Aires, 25 de febrero de 1892-Buenos Aires, 26 de abril de 1957) fue un periodista y escritor argentino.

## Vida
De ascendencia gallega, Arturo Cancela fue hijo único de Gabriel y Serafina Cancela. Se graduó de bachiller en el histórico Colegio Nacional y luego ingresó en Facultad de Medicina, que pronto abandonó para entrar en el Instituto Pedagógico, donde en 1913 obtuvo el grado de profesor de filosofía. Por esta época comienza a trabajar en el periódico La Nación, actividad que ocupó hasta 1945. Durante la presidencia de Marcelo Torcuato de Alvear fue nombrado inspector de escuelas secundarias de Buenos Aires, en 1927.
Desde 1950 Cancela abandonó gradualmente todos sus cargos y se retiró a la vida privada. Murió ocho semanas después de su cumpleaños número 65 en Buenos Aires.
El enfoque de la obra literaria de Cancela fue la prosa humorística y satírica. Su publicación más exitosa, que le valió el Premio Municipal de Literatura, fue la colección de cuentos Tres relatos porteños (“El cocobacilo de Herrlin”, “Una semana de holgorio” –basado en la semana trágica– y “El culto de los héroes”), en los que aborda las debilidades de los habitantes de Buenos Aires. Algunas de sus obras fueron publicadas en colaboración con Pilar de Lusarreta, quien fuera su esposa. Fue autor de obras de teatro.

## Obras
- Alondra.
- El amor a los sesenta.
- Cristina o la gracia de Dios.
- Tres relatos porteños. (1922) Cuento. Premio Municipal de Literatura.
- Film porteño (El diario de Nasute Pedernera). (1933)
- La mujer de Lot. (1939) Novela.
- Historia funambulesca del profesor Landormy. (1944) Novela.
- Palabras socráticas a los estudiantes.
- El secreto de la herradura.
- Campanarios y rascacielos.

## Bibliografía

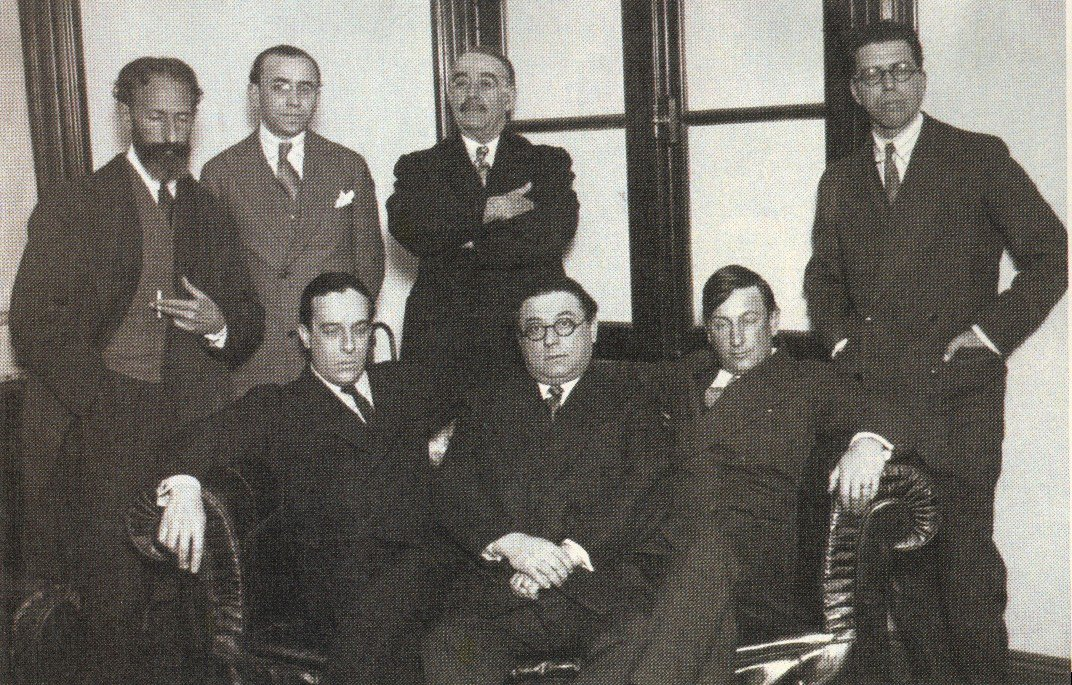
Cancela (primero desde la der., de pie) junto a otros intelectuales al fundarse en 1928 la Sociedad Argentina de Escritores.